# Francesco Segala
Francesco Segala (Padova, 1535 – Padova, 1592) è stato uno scultore italiano.

## Biografia
Fu attivo nelle città di Venezia e di Padova. Per alcuni anni lavorò alla corte dei Gonzaga di Mantova. Per il duca Guglielmo Gonzaga nel 1579 realizzò il soffitto ligneo e alcune sculture dei marchesi Gonzaga e delle loro mogli collocate nella Sala dei Marchesi dell' "Appartamento Grande di Castello" in Palazzo Ducale.